# Джеймстаун (аэропорт, Северная Дакота)
Региональный аэропорт Джеймстаун (англ. Jamestown Regional Airport), (ИАТА: JMS, ИКАО: KJMS) — государственный гражданский аэропорт, расположенный в трёх километрах к северо-востоку от центрального делового района города Джеймстаун (Северная Дакота), США.

## Операционная деятельность
Региональный аэропорт Джеймстаун занимает площадь в 607 гектар, расположен на высоте 456,6 метров над уровнем моря и эксплуатирует две взлётно-посадочные полосы. Аэропорт большей частью обслуживает рейсы авиации общего назначения. Ежедневно по рабочим дням выполняется два регулярных рейса, в субботу и воскресенье — по одному регулярному рейсу авиакомпанией Mesaba Airlines.
Деятельность аэропорта субсидируется за счёт средств Федеральной программы США Essential Air Service (EAS) по обеспечению воздушного сообщения между небольшими населёнными пунктами страны.